# Cyprus Women's Cup 2012
De 5e editie van de Cyprus Women's Cup, een vrouwenvoetbaltoernooi voor landenteams, begint op 28 februari 2012 en zal eindigen 6 maart 2012. In vergelijking met de vorige editie keren Rusland en Mexico niet terug. Hun vervangers zijn Finland en Zuid-Afrika. Finland debuteert op het toernooi. Zuid-Afrika deed al tweemaal eerder mee. 

## Opzet
Net als vorig jaar doen er twaalf landen mee. De landen werden verdeeld over drie poules. De poules A en B worden als de sterkste poules gezien. De winnaars van deze twee groepen speeden tegen elkaar in de finale. De winnaar van poule C kan maximaal vijfde worden. De finales zijn als volgt:
| Plek  | Team 1                    | Team 2          |
| ----- | ------------------------- | --------------- |
| 1/2   | Winnaar poule A           | Winnaar poule B |
| 3/4   | Nr. 2 poule A             | Nr. 2 poule B   |
| 5/6   | Beste nr. 3 poule A/B     | Winnaar poule C |
| 7/8   | Slechtste nr. 3 poule A/B | Nr. 2 poule C   |
| 9/10  | Beste nr. 4 poule A/B     | Nr. 3 poule C   |
| 11/12 | Slechtste nr. 4 poule A/B | nr. 4 poule C   |

## Speeldata
| Ronde             | speeldata        |
| ----------------- | ---------------- |
| Eerste speelronde | 28 februari 2012 |
| Tweede speelronde | 1 maart 2012     |
| Derde speelronde  | 4 maart 2012     |
| Finales           | 6 maart 2012     |

## Deelnemers
De volgende landen namen deel aan de 4e Cyprus Women's Cup:
| Land          | FIFA-ranking1 | Vorig toernooi | Aantal keer meegedaan | Aantal keer kampioen |
| ------------- | ------------- | -------------- | --------------------- | -------------------- |
| Frankrijk     | 6.            | 2011           | 2                     | 0                    |
| Canada        | 7.            | 2011           | 4                     | 3                    |
| Engeland      | 8.            | 2011           | 3                     | 1                    |
| Italië        | 11.           | 2011           | 2                     | 0                    |
| Nederland     | 14.           | 2011           | 4                     | 0                    |
| Zuid-Korea    | 16.           | 2011           | 1                     | 0                    |
| Finland       | 20.           | Debuut         | 0                     | 0                    |
| Schotland     | 22.           | 2011           | 4                     | 0                    |
| Nieuw-Zeeland | 24.           | 2011           | 3                     | 0                    |
| Zwitserland   | 25.           | 2011           | 2                     | 0                    |
| Noord-Ierland | 54.           | 2011           | 1                     | 0                    |
| Zuid-Afrika   | 66.           | 2010           | 2                     | 0                    |

1 Ranking voorafgaand aan het toernooi

## Wedstrijden

### 1e ronde

#### Poule A
| # | Land        | Wedstrijden | Wedstrijden | Wedstrijden | Wedstrijden | Doelpunten | Doelpunten | Doelpunten | Punten |
| - | ----------- | ----------- | ----------- | ----------- | ----------- | ---------- | ---------- | ---------- | ------ |
| # | Land        | G           | W           | G           | V           | V          | T          | Saldo      | Punten |
| 1 | Frankrijk   | 3           | 3           | 0           | 0           | 8          | 1          | +7         | 9      |
| 2 | Engeland    | 3           | 2           | 0           | 1           | 4          | 4          | +0         | 6      |
| 3 | Finland     | 3           | 1           | 0           | 2           | 5          | 6          | -1         | 3      |
| 4 | Zwitserland | 3           | 0           | 0           | 3           | 1          | 7          | -6         | 0      |

| Datum   | Lokale tijd | MET   | Plaats                | Land        | Score | Land        |
| ------- | ----------- | ----- | --------------------- | ----------- | ----- | ----------- |
| 28 feb. | 14:30       | 13:30 | GSP, Nicosia          | Frankrijk   | 3 - 0 | Zwitserland |
| 28 feb. | 17:30       | 16:30 | GSP, Nicosia          | Engeland    | 3 - 1 | Finland     |
| 1 maart | 14:30       | 13:30 | GSZ, Larnaca          | Zwitserland | 0 - 1 | Engeland    |
| 1 maart | 17:30       | 16:30 | GSZ, Larnaca          | Finland     | 1 - 2 | Frankrijk   |
| 4 maart | 17:30       | 16:30 | Dasaki Achna, Larnaca | Engeland    | 0 - 3 | Frankrijk   |
| 4 maart | 17:30       | 16:30 | GSZ, Larnaca          | Finland     | 3 - 1 | Zwitserland |

#### Poule B
| # | Land      | Wedstrijden | Wedstrijden | Wedstrijden | Wedstrijden | Doelpunten | Doelpunten | Doelpunten | Punten |
| - | --------- | ----------- | ----------- | ----------- | ----------- | ---------- | ---------- | ---------- | ------ |
| # | Land      | G           | W           | G           | V           | V          | T          | Saldo      | Punten |
| 1 | Canada    | 3           | 3           | 0           | 0           | 8          | 2          | +6         | 9      |
| 2 | Italië    | 3           | 1           | 0           | 2           | 4          | 5          | -1         | 3      |
| 3 | Nederland | 3           | 1           | 0           | 1           | 3          | 4          | -1         | 3      |
| 4 | Schotland | 3           | 1           | 0           | 2           | 4          | 8          | -4         | 3      |

| Datum   | Lokale tijd | MET   | Plaats               | Land      | Score | Land      |
| ------- | ----------- | ----- | -------------------- | --------- | ----- | --------- |
| 28 feb. | 14:30       | 13:30 | GSZ, Larnaca         | Nederland | 2 - 1 | Italië    |
| 28 feb. | 17:30       | 16:30 | GSZ, Larnaca         | Canada    | 5 - 1 | Schotland |
| 1 maart | 14:30       | 13:30 | GSP, Nicosia         | Schotland | 2 - 1 | Nederland |
| 1 maart | 17:30       | 16:30 | GSP, Nicosia         | Italië    | 1 - 2 | Canada    |
| 4 maart | 14:30       | 13:30 | GSZ, Larnaca         | Italië    | 2 - 1 | Schotland |
| 4 maart | 14:30       | 13:30 | Ammochostos, Larnaca | Nederland | 0 - 1 | Canada    |

#### Poule C
| # | Land          | Wedstrijden | Wedstrijden | Wedstrijden | Wedstrijden | Doelpunten | Doelpunten | Doelpunten | Punten |
| - | ------------- | ----------- | ----------- | ----------- | ----------- | ---------- | ---------- | ---------- | ------ |
| # | Land          | G           | W           | G           | V           | V          | T          | Saldo      | Punten |
| 1 | Zuid-Korea    | 3           | 2           | 1           | 0           | 4          | 2          | +2         | 7      |
| 2 | Nieuw-Zeeland | 3           | 1           | 2           | 0           | 3          | 1          | +2         | 5      |
| 3 | Zuid-Afrika   | 3           | 1           | 1           | 1           | 3          | 2          | +1         | 4      |
| 4 | Noord-Ierland | 3           | 0           | 0           | 3           | 0          | 5          | -5         | 0      |

| Datum   | Lokale tijd | MET   | Plaats    | Land          | Score | Land          |
| ------- | ----------- | ----- | --------- | ------------- | ----- | ------------- |
| 28 feb. | 14:30       | 13:30 | Paralimni | Zuid-Korea    | 2 - 1 | Zuid-Afrika   |
| 28 feb. | 17:30       | 16:30 | Paralimni | Nieuw-Zeeland | 2 - 0 | Noord-Ierland |
| 1 maart | 14:30       | 13:30 | Paralimni | Noord-Ierland | 0 - 1 | Zuid-Korea    |
| 1 maart | 17:30       | 16:30 | Paralimni | Zuid-Afrika   | 0 - 0 | Nieuw-Zeeland |
| 4 maart | 14:30       | 13:30 | Paralimni | Nieuw-Zeeland | 1 - 1 | Zuid-Korea    |
| 4 maart | 17:30       | 16:30 | Paralimni | Noord-Ierland | 0 - 2 | Zuid-Afrika   |

### Finales
Alle tijden zijn in de lokale tijd (UTC+2)

#### Elfde plaats
|                    |                                                          |       |               |                              |
| 6 maart 2012 12:00 | Zwitserland                                              | 5 - 0 | Noord-Ierland | Ammochostos Stadion, Larnaca |
| 6 maart 2012 12:00 | Crnogorčević 16', 81' Mändly 54' Schwarz 76' Mehmeti 90' |       |               | Ammochostos Stadion, Larnaca |

#### Negende plaats
|                    |                       |       |             |                              |
| 6 maart 2012 12:00 | Schotland             | 2 - 0 | Zuid-Afrika | Paralimni Stadion, Paralimni |
| 6 maart 2012 12:00 | Little 8', 25' (pen.) |       |             | Paralimni Stadion, Paralimni |

#### Zevende plaats
|                    |                      |       |                                 |                       |
| 6 maart 2012 14:00 | Nederland            | 2 - 2 | Nieuw-Zeeland                   | Dasaki Achna, Larnaca |
| 6 maart 2012 14:00 | Smit 34' (pen.), 58' |       | 45' (pen.) Hearn 56' Gregorious | Dasaki Achna, Larnaca |

|  |       | strafschoppen |
|  | 4 - 2 |               |

#### Vijfde plaats
|                    |               |       |            |                      |
| 6 maart 2012 14:00 | Finland       | 1 - 1 | Zuid-Korea | GSZ Stadion, Larnaca |
| 6 maart 2012 14:00 | Sällström 53' |       | 56' Cha    | GSZ Stadion, Larnaca |

|  |       | strafschoppen |
|  | 6 - 7 |               |

#### Derde plaats
|                    |           |       |                                     |                              |
| 6 maart 2012 14:30 | Engeland  | 1 - 3 | Italië                              | Paralimni Stadion, Paralimni |
| 6 maart 2012 14:30 | Moore 26' |       | 59' Panico 64' Conti 86' Gabbiadini | Paralimni Stadion, Paralimni |

#### Finale
|                    |                            |       |        |                      |
| 6 maart 2012 18:00 | Frankrijk                  | 2 - 0 | Canada | GSZ Stadion, Larnaca |
| 6 maart 2012 18:00 | Delie 31' Nécib 62' (pen.) |       |        | GSZ Stadion, Larnaca |

## Eindrangschikking
| rang | land          | poule |
| ---- | ------------- | ----- |
| 1.   | Frankrijk     | A     |
| 2.   | Canada        | B     |
| 3.   | Italië        | B     |
| 4.   | Engeland      | A     |
| 5.   | Zuid-Korea    | C     |
| 6.   | Finland       | A     |
| 7.   | Nederland     | B     |
| 8.   | Nieuw-Zeeland | C     |
| 9.   | Schotland     | B     |
| 10.  | Zuid-Afrika   | C     |
| 11.  | Zwitserland   | A     |
| 12.  | Noord-Ierland | C     |

2008 · 2009 · 2010 · 2011 · 2012 · 2013 · 2014 · 2015 · 2016 · 2017 · 2018 · 2019 · 2020 · 2021